# Werner Steuwer
Heinrich Ludwig Werner Steuwer (* 24. Mai 1915 in Bohmte; † unbekannt) war ein deutscher Verkäufer und Einzelhändler sowie Politiker der DDR-Blockpartei Liberal-Demokratische Partei Deutschlands (LDPD).

## Leben
Steuwer stammte aus dem Kreis Wittlage und war der Sohn eines Bauern. Nach dem Besuch der Grundschule nahm er an der Berufsschule eine kaufmännische Lehre auf. Danach war er als Händler und Verkäufer tätig. Er ließ sich in der sächsischen Stadt Zwickau nieder, wo er einen Einzelhandel mit Kommissionsvertrag betrieb. Sein Geschäft für Kunsthandwerk besteht in der Inneren Plauenschen Straße 5 noch heute und wird seit 2011 in dritter Generation fortgeführt.

## Politik
Zum 1. Mai 1937 trat er der NSDAP bei. Nach dem Zweiten Weltkrieg trat er bereits 1946 der in der Sowjetischen Besatzungszone neugegründeten LDPD bei. In den beiden Wahlperioden von 1967 bis 1971 und von 1971 bis 1976 war Steuwer Mitglied der LDPD-Fraktion in der Volkskammer.